# 3. červen
3. červen je 154. den roku podle gregoriánského kalendáře (155. v přestupném roce). Do konce roku zbývá 211 dní. Svátek má Tamara.

## Události

### Česko
- 1145 – Papež Evžen III. dal odbojná moravská knížata do klatby[nepřesný odkaz].
- 1421 – V Čáslavi byl zahájen Čáslavský sněm, na němž účastníci neuznali Zikmunda Lucemburského za českého krále a přijali čtyři artikuly pražské.
- 1585 – Vilémovi z Rožmberka a rakouskému šlechtici Linhartovi z Harrachu byl udělen Řád zlatého rouna.
- 1621 – Po porážce stavovské povstání, byl vydán první mandát proti nekatolickým kazatelům v zemích Koruny české.
- 1934 – Vláda ČSR se oficiálně přihlásila k francouzsko-sovětskému návrhu východního paktu zajišťujícího kolektivní bezpečnost.
- 1953 – V Plzni demonstrovalo okolo 20 000 lidí po měnové reformě. Šlo o první masové projevy občanské neposlušnosti od komunistického převratu v únoru 1948. Zasáhnout musela armáda a Lidové milice, stovky lidí byly zatčeny.
- 1975 – V Brně byl zahájen I. celostátní sjezd Sdružení katolických duchovních Pacem in terris.
- 2006 – Probíhaly volby do Poslanecké sněmovny.

### Svět
- 1098 – Křižáci dobyli syrskou Antiochii (dnes v Turecku).
- 1539 – Španělský mořeplavec Hernando de Soto prohlásil americkou Floridu za majetek španělské koruny
- 1621 – Nizozemské generální stavy založily Nizozemskou západoindickou společnost, která požadovala obchodní monopol a kolonizační práva i v Novém světě.
- 1814 – Premiéra baletu Vítězství Ruska aneb Rusové v Paříži na hudbu K. A. Kavose v Petrohradě
- 1850 – V Sasku byla zrušena ústava, omezena svoboda tisku a shromažďování a byl obnoven sněm ve staré podobě z roku 1831.
- 1864 – Americká občanská válka: Proběhla bitva u Cold Harboru.
- 1888 – Emil Kolben byl uvítán osobně Thomasem Alvou Edisonem na místo elektroinženýra v konstrukčním oddělení Edison Machine Company ve Schenectady se slovy: „Budeme dobrými nepřáteli, ale budeme se snažit být vždy dobrými spolupracovníky.“
- 1893 – Po úspěšném dokončení Novosvětské symfonie povolal Antonín Dvořák zbytek svých dětí z Evropy a celá rodina se vydala na prázdniny do české obce Spillville.
- 1937 – Eduard, vévoda z Windsoru, se oženil s Wallis Simpson
- 1950 – Francouzská expedice jako první zdolala Annapurnu I, jednu z nejvyšších hor Himálaje.
- 1965 – Odstartovala pilotovaná kosmická loď Gemini 4, první vícedenní americká vesmírná mise.
- 1968 – Valerie Solanasová se pokusila o atentát na Andyho Warhola.
- 1973 – Na Pařížské letecké show havaroval sovětský nadzvukový letoun Tupolev Tu-144.
- 1979 – Výbuch ropné studny na jihu Mexického zálivu způsobil nejhorší únik ropy do oceánu v historii.
- 1989 – Čínská vláda rozhodla o vyslání armády pro potlačení protestů na Pekingském náměstí Nebeského klidu.
- 1998 – Došlo k železničnímu neštěstí u německého městečka Eschede; 101 lidí zahynulo.
- 2006 – Na základě referenda o samostatnosti vznikla samostatná Republika Černá Hora.

## Narození

### Česko

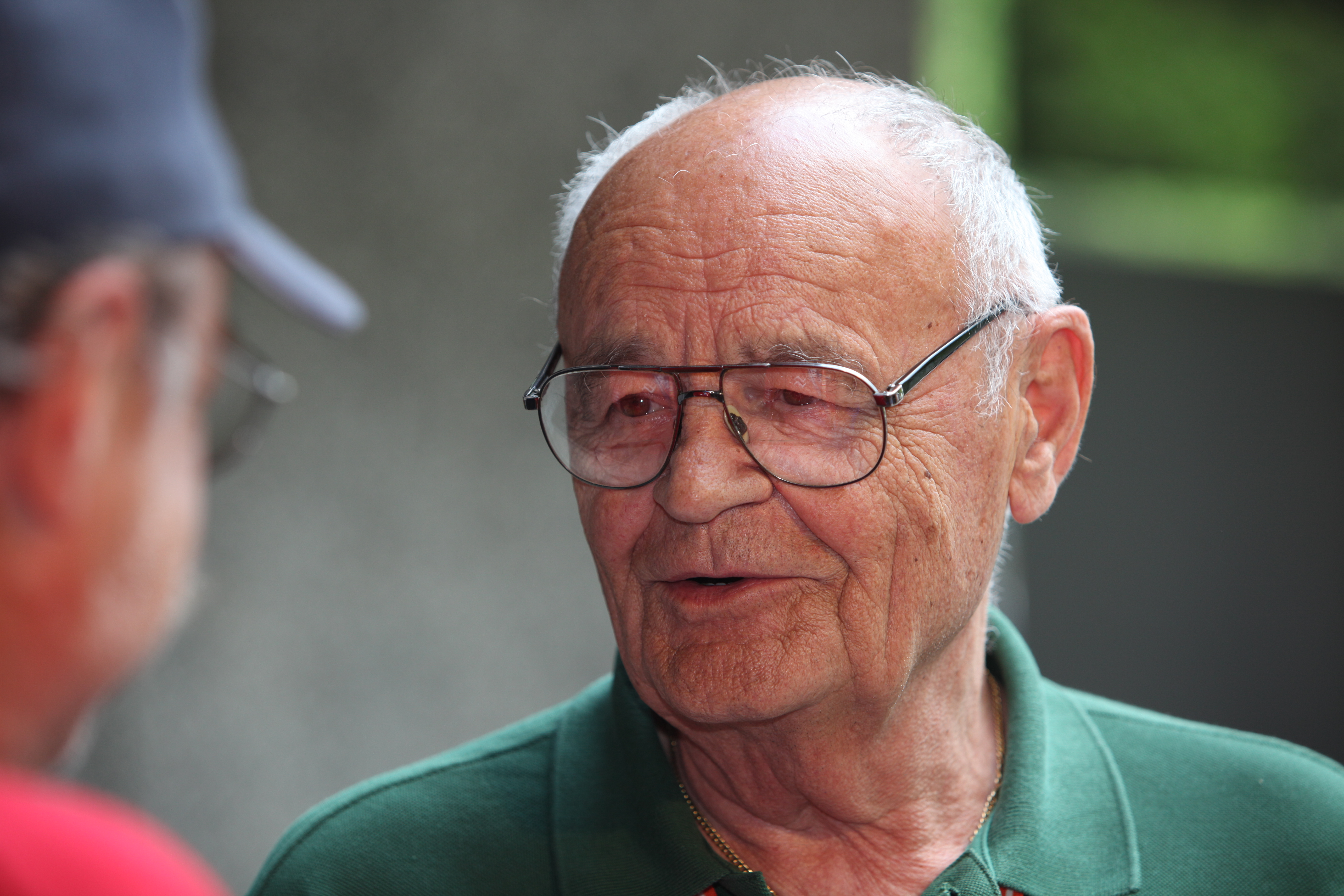
Václav Vorlíček (1930–2019)

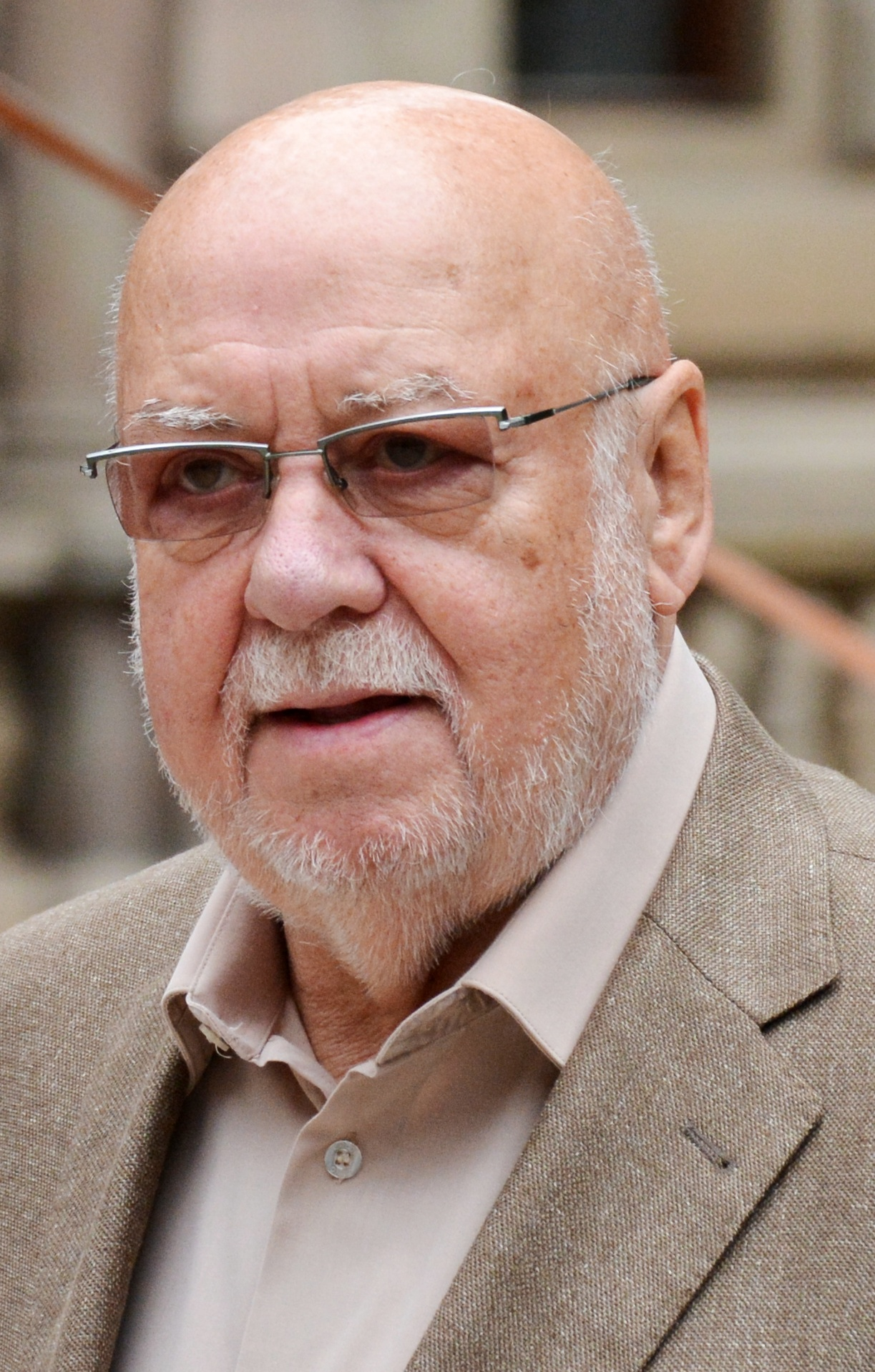
Václav Hybš (* 1935)

- 1540 – Karel II. Štýrský, štýrský vévoda, nejmladší potomek císaře Ferdinanda I. a Anny Jagellonské († 1590)
- 1801 – František Škroup, skladatel († 7. února 1862)
- 1814 – Antonín Strobach, právník a politik († 22. listopadu 1856)
- 1847 – Hynek Srdínko, statkář a politik († 15. ledna 1932)
- 1870 – Norbert Fabián Čapek, náboženský myslitel, představitel unitářství († 30. října 1942)
- 1879 – Antonín Srba, československý politik († 1943)
- 1887 – Emil Axman, hudební skladatel a folklorista († 25. ledna 1949)
- 1888 – Ivan Markovič, československý politik, meziválečný poslanec a ministr († 17. února 1944)
- 1892 – Hermann Abeles, pražský, německy hovořící architekt († 1941)
- 1894 – Otakar Škvajn-Mazal, československý fotbalový reprezentant († 12. září 1941)
- 1895 – Bohumil Trnka, jazykovědec a literární historik († 14. února 1984)
- 1897 – Václav Kubásek, filmař, herec, scenárista a režisér († 9. června 1964)
- 1900
  - Emanuela Nohejlová-Prátová, historička a numismatička († 19. listopadu 1995)
  - Vincenc Makovský, sochař a designér († 28. prosince 1966)
- 1904 – Otakar Kodeš, učitel a vlastenec († 22. září 1938)
- 1907 – Jehuda Kurt Unger, český, později izraelský architekt († 13. září 1989)
- 1911 – Michael Florian, grafik († 25. února 1984)
- 1916 – Josef Ludl, fotbalista († 1. srpna 1998)
- 1920 – Zdeněk Mathauser, estetik a literární vědec († 27. května 2007)
- 1922 – Emil Fafek, reportážní fotograf († 4. srpna 1997)
- 1924 – Michal Sabolčík, ministr vlád Československa a diplomat († 27. července 1995)
- 1929 – Jaroslav Kašpar, český historik († 8. září 2014)
- 1930 – Václav Vorlíček, režisér a scenárista († 5. února 2019)
- 1935 – Václav Hybš, hudebník, trumpetista, dirigent, hudební aranžér
- 1936 – Zdeněk Zahradník, hudební skladatel, hudební režisér, dramaturg a pedagog
- 1937 – Jan Vrba, ministr průmyslu ČR († 4. listopadu 2020)
- 1939 – Jaroslava Panýrková, herečka, konferenciérka
- 1944 – Milan Balabán, politik a projektant († 9. ledna 2020)
- 1945 – Václav Girsa, památkový architekt a pedagog
- 1946
  - Alena Macurová, bohemistka
  - Radek Tomášek, zpěvák, písničkář, textař a kytarista
- 1950 – Jiří Panocha, houslista, zakladatel Panochova kvarteta
- 1951 – Ivan Horník, fotbalový funkcionář
- 1952 – Jaroslav Jáchym Šimek, opat Želivského kláštera
- 1953 – František Černík, československý hokejový útočník
- 1954 – Jiří Georg Dokoupil, výtvarník
- 1957
  - Martin Faltýn, režisér a herec
  - Svatava Antošová, básnířka a novinářka
- 1958
  - Petr Kracik, divadelní režisér
  - Dagmar Čárová, herečka a dabérka
- 1961 – Dana Drábová, česká jaderná fyzička
- 1964 – Robert Sýkora, český podnikatel, bývalý náměstek ministra průmyslu a obchodu
- 1966 – Jiří Langmajer, herec
- 1990 – Pavel Francouz, hokejový brankář
- 1993 – Oldřich Bělka, divadelní a televizní herec
- 1994 – Simona Dvořáková, modelka, finalistka České Miss 2014

### Svět

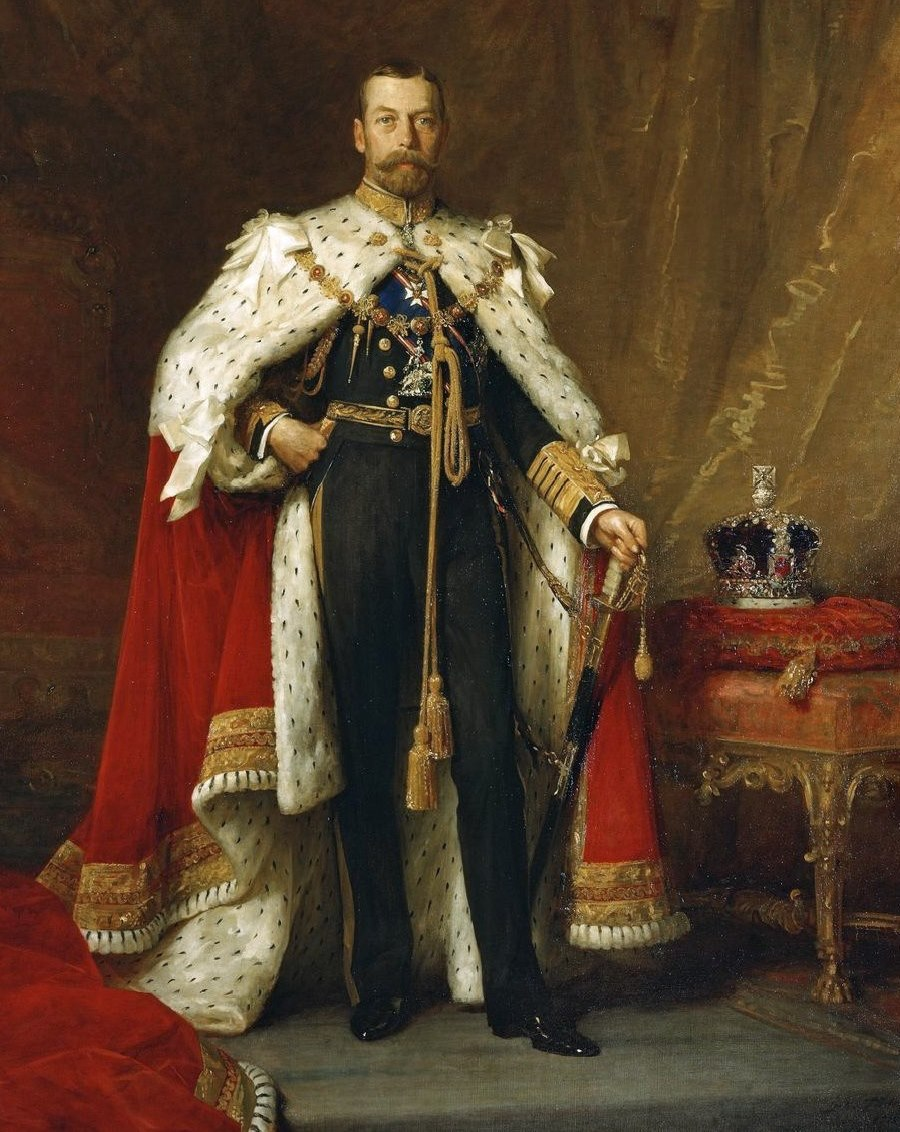
Jiří V. (* 1865)

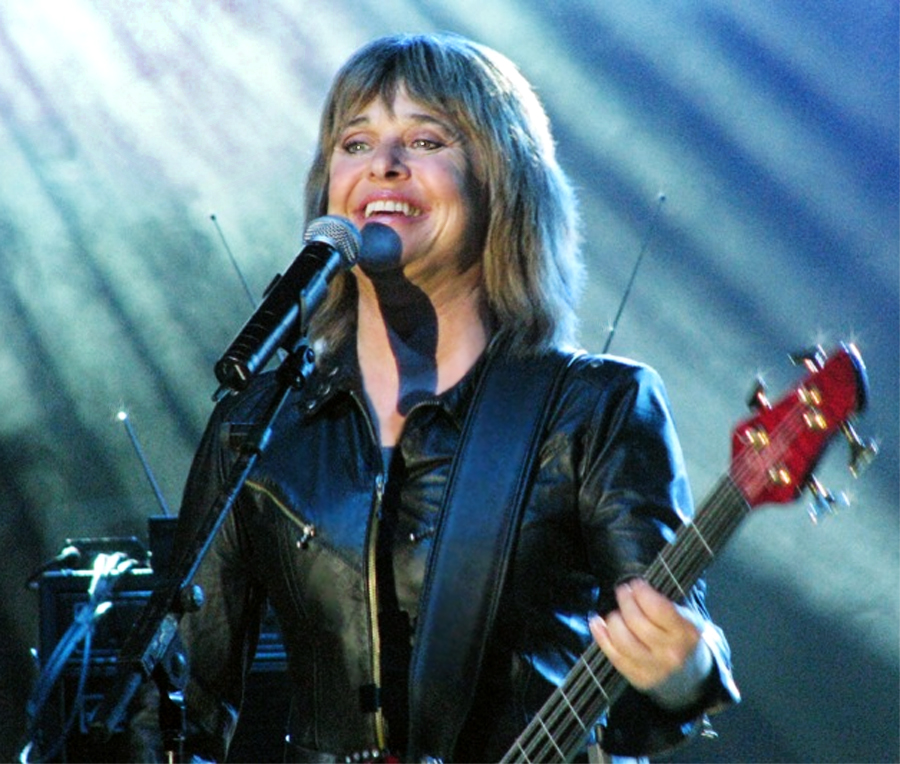
Suzi Quatro (* 1950)

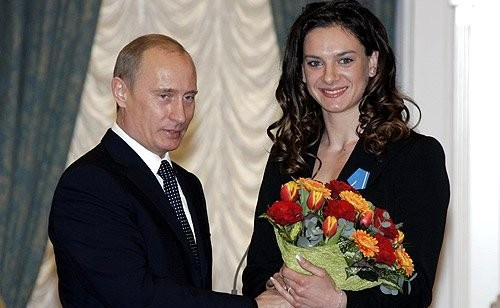
Jelena Isinbajevová (* 1982)

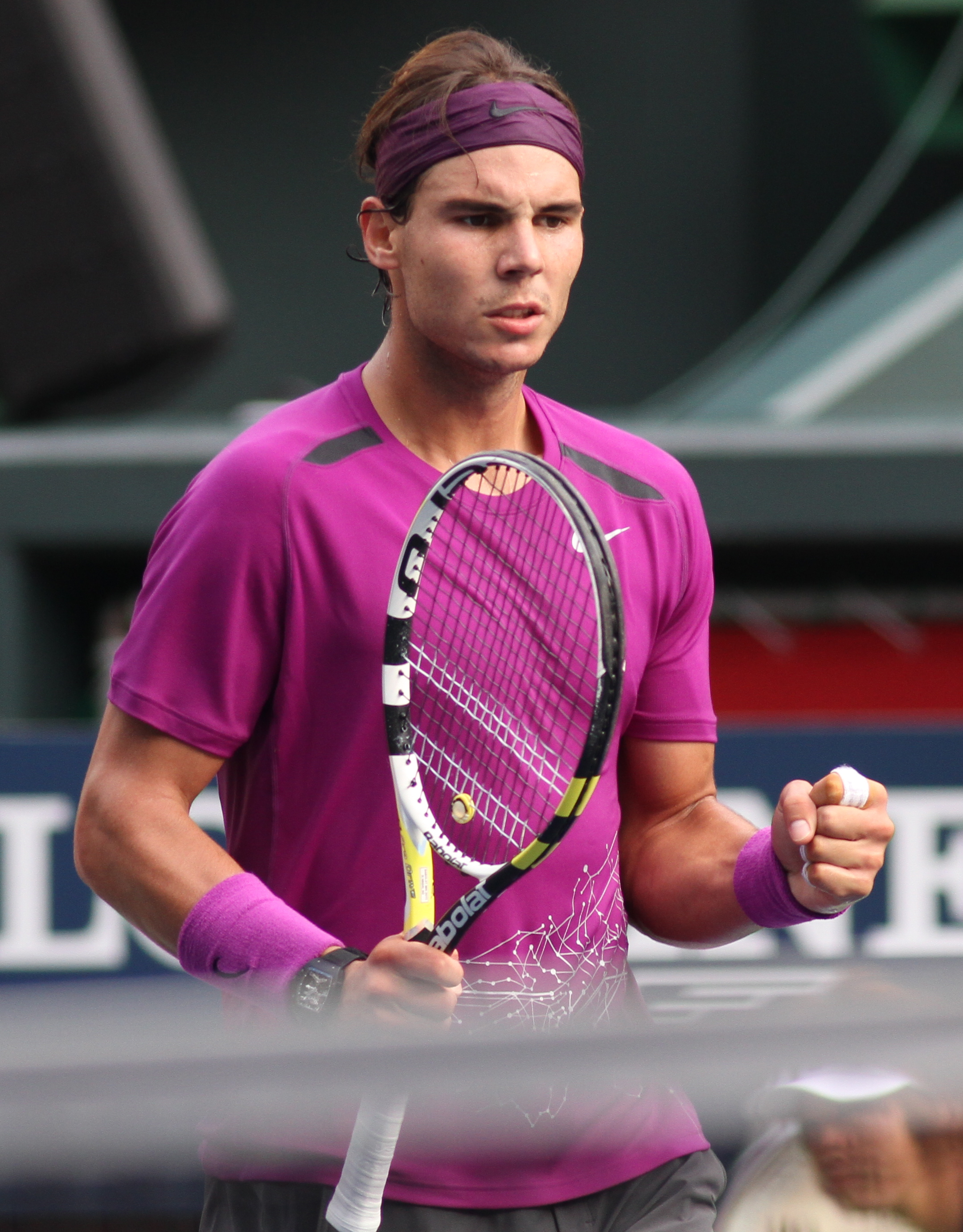
Rafael Nadal (* 1986)

- 1518 – Li Š'-čen, čínský lékař, farmakolog a přírodovědec († 1593)
- 1537 – Jan Manuel Portugalský, portugalský infant a brazilský kníže († 2. ledna 1554)
- 1635 – Philippe Quinault, francouzský dramatik a libretista († 26. listopadu 1688)
- 1664 – Rachel Ruyschová, nizozemská malířka († 12. srpna 1750)
- 1723 – Giovanni Antonio Scopoli, rakouský lékař a přírodovědec († 8. května 1788)
- 1738 – Pierre Vachon, francouzský houslista a hudební skladatel († 7. října 1803)
- 1745 – Josef Emanuel Canal, rakouský botanik a humanista († 20. února 1826)
- 1770 – Manuel Belgrano, argentinský vojenský velitel války za nezávislost († 20. června 1820)
- 1774 – Robert Tannahill, skotský básník († 17. května 1810)
- 1779 – Marie von Brühl, německá šlechtična, manželka Carla von Clausewitz († 28. ledna 1836)
- 1784 – William Yarrell, anglický přírodovědec († 1. září 1856)
- 1793 – Antoni Malczewski, polský básník († 2. května 1826)
- 1808 – Jefferson Davis, prezident americké Konfederace († 1889)
- 1813 – Alexander von Koller, rakousko-uherský generál a politik († 29. května 1890)
- 1816 – François Hubert Prume, belgický houslista a skladatel († 14. července 1849)
- 1819
  - Johan Barthold Jongkind, nizozemský malíř († 9. února 1891)
  - Louis Théodore Gouvy, francouzský romantický skladatel († 21. dubna 1898)
- 1822 – Adelheid Rakouská, královna Sardinie († 20. ledna 1855)
- 1826 – Viliam Pauliny-Tóth, slovenský politik, spisovatel, básník, publicista a překladatel († 1877)
- 1843 – Frederik VIII., dánský král († 1912)
- 1828 – José Inzenga, španělský skladatel a folklorista († 28. června 1891)
- 1844
  - Detlev von Liliencron, německý básník, dramatik a spisovatel († 22. července 1909)
  - Garret Hobart, americký politik a viceprezident († 1899)
- 1853 – William Flinders Petrie, anglický egyptolog († 1942)
- 1858 – Karl Perron, německý barytonista († 1928)
- 1864 – Ransom E. Olds, americký průmyslník († 1950)
- 1865 – Jiří V., britský král († 20. ledna 1936)
- 1873 – Otto Loewi, rakousko-americký fyziolog a farmakolog, Nobelova cena 1936 († 25. prosince 1961)
- 1876 – Ramón Cabanillas, španělský spisovatel († 9. listopadu 1959)
- 1877 – Raoul Dufy, francouzský malíř († 23. března 1953)
- 1881
  - Ted Colson, australský antropolog a cestovatel († 27. února 1950)
  - Juliusz Rómmel, polský generál († 8. září 1967)
- 1885 – Jakov Sverdlov, bolševický stranický předák († 16. března 1919)
- 1888 – Albert Kluyver, nizozemský mikrobiolog a biochemik († 14. května 1956)
- 1897 – Memphis Minnie, americká bluesová kytaristka a zpěvačka († 6. srpna 1973)
- 1900 – Jehuda Leo Picard, izraelský geolog a hydrolog († 4. dubna 1997)
- 1901 – Henri Honoré d'Estienne d'Orves, hrdina francouzské odbojové organizace Résistance († 29. srpna 1941)
- 1905 – Jean Merrien, francouzský mořeplavec a spisovatel († 7. června 1972)
- 1906 – Josephine Bakerová, francouzsko-americká herečka, zpěvačka a tanečnice († 12. dubna 1975)
- 1908 – Boris Rybakov, ruský historik († 27. prosince 2001)
- 1909 – Ernst vom Rath, německý diplomat († 9. listopadu 1938)
- 1910 – Paulette Goddard, americká herečka († 23. dubna 1990)
- 1922 – Alain Resnais, francouzský režisér († 1. března 2014)
- 1923 – Al Harewood, americký bubeník († 13. března 2014)
- 1924
  - Robert F. Murphy, americký antropolog († 8. října 1990)
  - Colleen Dewhurstová, kanadská filmová, divadelní a televizní herečka († 22. srpna 1991)
  - Jimmy Rogers, americký bluesový zpěvák a kytarista († 19. prosince 1997)
- 1925
  - Ludo Lehen, slovenský malíř († 12. května 2014)
  - Tony Curtis, americký herec († 29. září 2010)
- 1926 – Irwin Allen Ginsberg, americký básník († 5. dubna 1997)
- 1928 – Donald Judd, americký sochař a malíř († 12. února 1994)
- 1929
  - Werner Arber, švýcarský mikrobiolog a genetik, Nobelova cena 1978
  - Jean Bouise, francouzský herec († 6. července 1989)
- 1930 – Marion Zimmer Bradley, americká spisovatelka († 25. září 1999)
- 1931
  - Raúl Castro, kubánsky revolucionář a prezident
  - Anton Moravčík, československý fotbalový reprezentant († 12. prosince 1996)
  - Lindy Remigino, americký atlet, sprinter, dvojnásobný olympijský vítěz
- 1935 – Ted Curson, americký trumpetista († 4. listopadu 2012)
- 1936 – Colin Meads, novozélandský ragbista († 20. srpna 2017)
- 1937 – Grachan Moncur III, americký jazzový pozounista
- 1939 – Ian Hunter, anglický zpěvák-skladatel a frontman rockové skupiny Mott the Hoople
- 1942
  - Jean-Louis Bertuccelli, francouzský filmový režisér († 6. března 2014)
  - Curtis Mayfield, americký hudebník († 26. prosince 1999)
- 1944 – Edith McGuire, americká sprinterka, olympijská vítězka
- 1946
  - Soňa Valentová, slovenská herečka († 10. prosince 2022)
  - Michael Clarke, americký bubeník († 19. prosince 1993)
  - Teenie Hodges, americký kytarista († 22. června 2014)
- 1949
  - Clive Shakespeare, v Anglii narozený australský kytarista, člen skupiny Sherbet († 15. února 2012)
- 1950
  - Florian Pilkington-Miksa, britský bubeník
  - Suzi Quatro, americká zpěvačka a baskytaristka
  - Robert Z'Dar, americký herec a filmový producent († 30. března 2015)
- 1952 – Billy Powell, americký hudebník († 28. ledna 2009)
- 1953 – Patrick Blanc, francouzský botanik, vědec a umělecký designér
- 1958 – Alí Larídžání, íránský filosof a politik
- 1964 – Kerry King, americký hudebník (Slayer)
- 1973 – Dodo Gombár, slovenský divadelní režisér, působící převážně v ČR
- 1978 – Kamil Čontofalský, slovenský fotbalový brankář
- 1981 – Dana Velďáková, slovenská atletka
- 1982
  - Jelena Isinbajevová, ruská světová rekordmanka ve skoku o tyči
  - Stanislav Hudec, slovenský lední hokejista
- 1986
  - Rafael Nadal, španělský tenista
  - Micah Kogo, keňský běžec
- 1987 – Lalaine, americká herečka a zpěvačka
- 1992 – Mario Götze, německý fotbalista
- 1998 – Michele Lamaro, italský ragbista

## Úmrtí

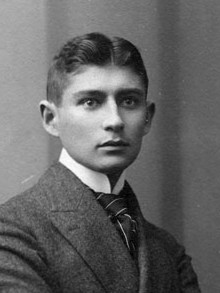
Franz Kafka († 1924)

### Česko
- 1262 – Vok I. z Rožmberka, šlechtic (* ?)
- 1694 – Jan Bedřich z Valdštejna, arcibiskup pražský (* 1644)
- 1802 – Josef Adam Arco, královéhradecký biskup (* 27. ledna 1733)
- 1867 – Franz Taschek, rakouský a český právník, velkostatkář a politik (* 20. ledna 1808)
- 1890 – Václav Žížala-Donovský, novinář a spisovatel (* 30. srpna 1824)
- 1884 – Jan Larisch-Mönnich, český šlechtic, podnikatel a politik (* 30. května 1821)
- 1902
  - Ferdinand Špička, brněnský děkan (* 10. června 1828)
  - Václav Mára, dřevorytec (* 17. května 1842)
- 1907 – Johann Schicht, sudetoněmecký podnikatel (* 8. března 1855)
- 1913 – Josef Richard Rozkošný, hudební skladatel (* 21. září 1833)
- 1924 – Franz Kafka, pražský, německý píšící spisovatel (* 3. července 1883)
- 1932 – Rudolf Kremlička, český malíř (* 19. června 1886)
- 1933 – Cyrill Pivko, československý politik slovenské národnosti (* 1879)
- 1942
  - Karel Chochola, architekt (* 30. září 1893)
  - František Josef Čečetka, spisovatel (* 23. dubna 1871)
- 1971 – Rudolf Hlavica, sochař a řezbář (* 5. dubna 1897)
- 1979 – Karel Ludikovský, archeolog (* 27. října 1923)
- 1983 – Alois Chocholáč, český výtvarník (* 7. ledna 1906)
- 2010 – Ota Rambousek, spisovatel, účastník odboje proti komunistické diktatuře (* 21. ledna 1923)
- 2014 – Jaroslav Kaňkovský, český herec (* 3. července 1944)
- 2018 – Jan Hladík, český výtvarník (* 21. května 1927)

### Svět

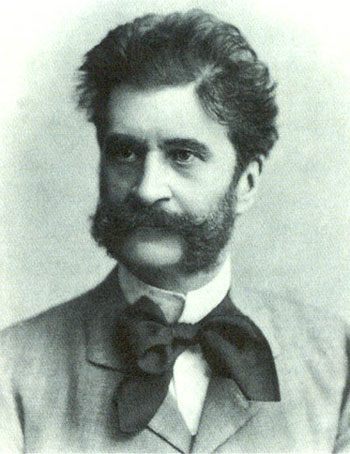
Johann Strauss mladší († 1899)

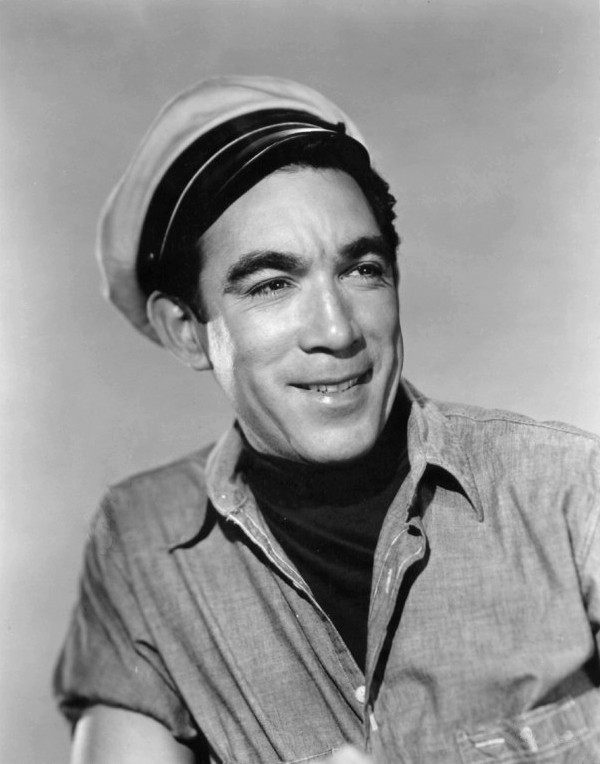
Anthony Quinn († 2001)

- 1411 – Leopold IV. Habsburský, vévoda rakouský a hrabě tyrolský (* 1371)
- 1548 – Juan de Zumárraga, první mexický biskup (* 1468)
- 1568 – Andrés de Urdaneta, španělský mořeplavec, kněz a astronom (* 1508)
- 1640 – Giuseppe Cesari, italský manýristický malíř (* 1568)
- 1657 – William Harvey, anglický lékař, anatom a fyziolog, objevitel krevního oběhu (* 1. dubna 1578)
- 1762 – Johann Baptist von Thurn und Taxis, německý říšský hrabě (* 20. srpna 1706)
- 1780 – Franz Ferdinand von Schrötter, rakouský univerzitní profesor, právník, historik (* 13. ledna 1736)
- 1794 – Dorothy Benticková, vévodkyně z Portlandu, přímá předkyně britské královny Alžběty II. (* 27. srpna 1750)
- 1819 – Jacques Nicolas Billaud-Varenne, francouzský revolucionář (* 23. dubna 1756)
- 1822 – René Just Haüy, francouzský mineralog (* 28. února 1743)
- 1826 – Nikolaj Michajlovič Karamzin, ruský spisovatel a historik (* 12. prosince 1766)
- 1844 – Ludvík Antonín, vévoda z Angoulême, poslední francouzský dauphin. (* 6. srpna 1775)
- 1858 – Julius Reubke, německý skladatel, varhaník a klavírista (* 23. března 1834)
- 1860 – John Byng, 1. hrabě ze Straffordu, britský polní maršál a šlechtic (* 1772)
- 1875 – Georges Bizet, francouzský skladatel (* 25. října 1838)
- 1877 – Žofie Württemberská, nizozemská královna (* 17. června 1818)
- 1880 – Marie Alexandrovna, ruská carevna (* 8. srpna 1824)
- 1883 – Adolf Dauthage, rakouský litograf (* 20. února 1825)
- 1886 – Karel Lwanga, ugandský katolický světec (* 1865)
- 1887 – Carol Szathmari, rumunský malíř, tiskař a fotograf (* 11. ledna 1812)
- 1889 – Bernhard Förster, německý antisemita (* 31. března 1843)
- 1891 – Friedrich Brandt, německý fotograf (* 1. července 1823)
- 1899
  - George Alcock MacDonnell, irský duchovní a šachový mistr (* 16. srpna 1830)
  - Johann Strauss mladší, rakouský skladatel (* 25. října 1825)
- 1900 – Mary Kingsley, anglická spisovatelka (* 13. října 1862)
- 1904 – Jovan Jovanović Zmaj, srbský spisovatel (* 24. listopadu 1833)
- 1918 – Richard von Bienerth-Schmerling, předseda vlády Předlitavska (* 2. března 1863)
- 1927 – Klotylda Sasko-Kobursko-Saalfeldská, saská princezna a rakouská arcivévodkyně (* 8. července 1846)
- 1936 – Walther Wever, německý generál, šéf říšského ministerstva letectví (* 11. listopadu 1887)
- 1938 – John Flanagan, americký trojnásobný olympijský vítěz v hodu kladivem (* 9. ledna 1873)
- 1946 – Michail Kalinin, sovětský komunistický politik (* 19. listopadu 1875)
- 1962 – Márún Abbúd, libanonský  spisovatel (* 9. února 1886)
- 1963
  - Jan XXIII., papež římskokatolické církve (* 25. listopadu 1881)
  - Nikola Miličević, chorvatský astronom (* 6. června 1887)
  - Nâzım Hikmet, turecký spisovatel, básník a dramatik (* 15. ledna 1902)
- 1964 – Frans Eemil Sillanpää, finský spisovatel, Nobelova cena za literaturu (* 16. září 1888)
- 1965
  - Hjalmar Riiser-Larsen, norský polárník, podnikatel a voják (* 7. června 1890)
  - Carl Oberg, Obergruppenführer SS a generál Ordnungspolizei a Waffen-SS v Paříži (* 27. ledna 1897)
- 1967
  - James Dugan, americký historik a novinář (* 7. května 1912)
  - Arthur Ransome, anglický spisovatel (* 18. ledna 1884)
- 1970
  - Adrian Conan Doyle, britský spisovatel (* 19. listopadu 1910)
  - Hjalmar Schacht, německý finančník a ministr hospodářství (* 22. ledna 1877)
- 1975 – Eisaku Sató, premiér Japonska (* 27. března 1901)
- 1976 – Viggo Kampmann, premiér Dánska (* 21. července 1910)
- 1977
  - Archibald Hill, anglický fyziolog, Nobelova cena 1922 (* 26. září 1886)
  - Roberto Rossellini, italský režisér (* 8. května 1906)
- 1979
  - Arno Schmidt, německý spisovatel a překladatel (* 18. ledna 1914)
  - Roman Suszko, polský logik (* 9. listopadu 1919)
- 1986 – Ján Bystrický, slovenský geolog (* 13. května 1922)
- 1989 – Sajjid Rúholláh Chomejní, duchovní vůdce Íránu (* 24. září 1902)
- 1990
  - Richard Sohl, americký hudebník (* 26. května 1953)
  - Robert Noyce, americký fyzik (* 12. prosince 1927)
- 1992 – Wilfried Dietrich, německý zápasník, olympijský vítěz (* 14. října 1933)
- 1994 – Pavol Strauss, slovenský lékař, filozof a spisovatel (* 30. srpna 1912)
- 2000 – Merton Miller, americký ekonom, Nobelova cena 1990 (* 16. května 1923)
- 2001
  - Friedl Rinderová, německá šachistka (* 20. listopadu 1905)
  - Anthony Quinn, americký herec (* 21. dubna 1915)
- 2006 – Doug Serrurier, jihoafrický automobilový závodník (* 9. prosince 1920)
- 2007 – Iván Darvas, maďarský herec (* 13. června 1925)
- 2008 – Tadeusz Koc, polský vojenský letec (* 9. srpna 1913)
- 2009
  - David Carradine, americký herec (* 8. prosince 1936)
  - Koko Taylor, americká bluesová zpěvačka (* 28. září 1928)
- 2010 – Vladimir Arnold, ruský matematik (* 12. června 1937)
- 2011 – Jack Kevorkian, americký lékař, propagátor eutanazie (* 26. května 1928)
- 2012 – Andy Hamilton, v Jamajce narozený britský saxofonista (* 26. března 1918)
- 2014
  - Svjatoslav Belza, ruský spisovatel, literární a hudební vědec a kritik (* 26. dubna 1942)
  - Željko Šturanović, premiér Černé Hory (* 31. ledna 1960)
- 2016 – Muhammad Ali, americký boxer (* 17. ledna 1942)
- 2023 – Jim Hines, americký sprinter (* 10. září 1946)

## Svátky

### Česko
- Tamara
- Anatol
- Klotylda
- Lešek
- Palmira, Palmiro
- Kevin

### Svět
- Světový den jízdního kola
- Slovensko – Karolína
- Irsko – Bank Holiday
- Bahamy – Labor Day (je-li pondělí)

Katolický kalendář
- Svatý Karel Lwanga a druhové

| 3. červen v pražském KlementinuÚdaje jsou platné k 8. 7. 2025. | 3. červen v pražském KlementinuÚdaje jsou platné k 8. 7. 2025. | 3. červen v pražském KlementinuÚdaje jsou platné k 8. 7. 2025. |
| minimum                                                        | denní průměr                                                   | maximum                                                        |
| -------------------------------------------------------------- | -------------------------------------------------------------- | -------------------------------------------------------------- |
| 4,4 °C (1810)                                                  | 17,2 °C (od 1961)                                              | 32,1 °C (2019)                                                 |